# NGC 1220
NGC 1220 est un amas ouvert situé dans la constellation de Persée. Il a été découvert par l'astronome britannique John Herschel en 1831.
NGC 1220 est situé approximativement à environ 1 800 pc (∼5 870 al) du système solaire, et les dernières estimations donnent un âge de 60 millions d'années. 
Le diamètre apparent de l'amas est de 3,4 minutes d'arc, ce qui, compte tenu de la distance, donne un diamètre réel d'environ 3,4 années-lumière.
Selon la classification des amas ouverts de Robert Trumpler, cet amas renferme moins de 50 étoiles (lettre p) dont la concentration est moyenne (II) et dont les magnitudes se répartissent sur un intervalle moyen (le chiffre 2).